# Tărâță

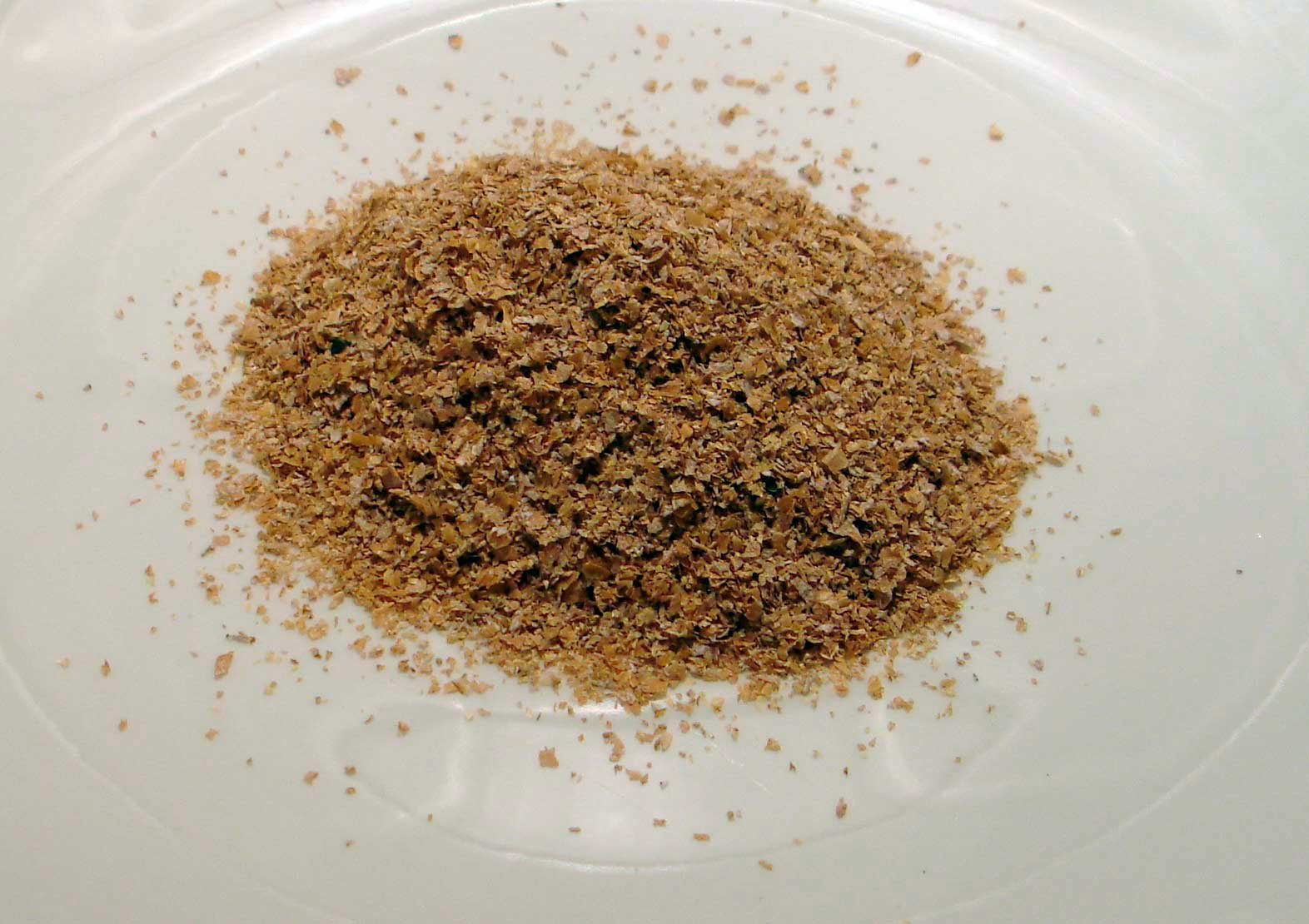
Tărâță de grâu

Tărâță este un produs de morărit, format din măruințirea învelișului grăunțelor de cereale în procesul de măcinare. Tărâța se separă de făină prin procesul de cernere.  

## Compoziție
Componente nutritive (în jur de 30%):
- proteine 12%
- glucide 15%
- grăsimi 4%

Alți factori nutritivi:
- minerale: Fe, Mg, Mn, Se, Zn, etc
- vitamine: B3, B6, B1

Fibre vegetale care nu sunt elemente nutritive pentru om, doar pentru rumegătoare:
- celuloză
- lignină
- hemiceluloză

Elemente anti-nutritive precum:
- fitina care inhibă absorția mineralelor și vitaminei B1, de asemenea face indigerabilă asimilarea unor proteine
- lipaza care este un inhibitor, face ineficace lipaza pancreatică
- arabinoxilana, alchilresorcina în cazul secarei
- glucani, inhibitori digestivi în cazul orzului
- pentosani, lectina în cazul grâului

Nu se recomandă administrarea de mari cantități de tărâțe la copii pentru că pot avea un efect negativ asupra creșterii. 

## Folosință
Tărâțele în mod tradițional se folosesc ca furaje pentru hrana animalelor mai ales pentru bovine și cabaline. Dacă se folosește în alimentația porcinelor carnea va fi mai săracă în grăsimi, va fi mai macră. 
În ultima perioadă tărâțele au devenit din ce în ce mai folosite în alimentația umană din cauza conținutului crescut de fibre naturale care au rol benefic pentru tranzitul intestinal și de asemenea în regimurile pentru slăbit din cauza valorii nutritive scăzute și a senzației de sațietate pe care o lasă după consum. 
Tărâțele se folosesc și în panificație în fabricarea pâinilor cu tărâțe.
Din fermentarea tărâței se obțin huștele din care se face o zeamă acră numită borș cu care, mai ales în Moldova, se înăcresc ciorbele. 